# 쌀국수 뚝배기
쌀국수 뚝배기(구 둥지 쌀국수 뚝배기, 둥지 쌀뚝배기, 뚝배기)는 농심이 제조했던 대한민국의 인스턴트 쌀국수로, 쇠고기 국물 맛과 된장 맛을 조화시켰으며, 건다시마를 비롯한 고명 스프가 들어 있다.
뚝배기를 출시하면서 2015년까지 농심의 제품 중 "장수식품"의 비중을 전체 제품의 10%에서 30%까지 확대하는 계획을 내놓았다. 농심은 이후 자매 제품으로 둥지 쌀국수 짜장면과 둥지 쌀국수 카레를 내놓았으나 둥지 쌀국수 카레는 별도의 방송 광고를 만들지는 않았다.
2010년 5월에 상품명을 "둥지 쌀국수 뚝배기"에서 "둥지 쌀뚝배기"로 변경하면서, 홍보 모델도 로버트 할리에서 최불암과 천보근으로 바뀌었다.
또한 2010년 11월은 "둥지 쌀뚝배기"가 "뚝배기"로 바뀌었다가 2012년 초에 단종되었다.

## 인터넷 밈
2009년 농심은 제품을 내놓으면서 초기에 하일(로버트 할리)을 홍보 모델로 내세웠다. 로버트 할리는 미국 출신의 귀화인으로 1997년 대한민국으로 귀화하기 이전까지도 방송에 자주 등장하며 이름을 알린 바 있다. 대한민국 생활 초기를 부산에서 보냈기 때문에 한국어를 구사할 때에는 주로 동남 방언을 구사하며 2009년에 방영된 이 제품의 텔레비전 광고에서도 경상도 사투리를 구사했다. 이러한 유행은 출시 100일만에 천만 봉지를 팔게 되는 영향을 끼쳤으며, 이는 150억원에 달하는 금액이기도 하다. 디시인사이드의 유저 또는 갤로거들에 의해 각종 패러디가 나오기도 했다.